# Carey Loftin
Carey Loftin, född 31 januari 1914 i Blountstown, Florida, död 4 mars 1997 i Huntington Beach, Kalifornien, var en amerikansk skådespelare och stuntman.
Han spelade rollen som lastbilschauffören i Duellen, men hans ansikte syntes aldrig i filmen.